# Samtgemeinde Geestequelle
In der Samtgemeinde Geestequelle aus dem niedersächsischen Landkreis Rotenburg (Wümme) haben sich fünf Gemeinden zur Erledigung ihrer Verwaltungsgeschäfte zusammengeschlossen.

## Geografie

### Samtgemeindegliederung
1. Alfstedt
2. Basdahl
3. Ebersdorf
4. Hipstedt
5. Oerel

In Hipstedt, auf dem Gebiet der Samtgemeinde Geestequelle, entspringt die Geeste, die der letzte und nördlichste Zufluss der Weser ist und in Bremerhaven in selbige mündet. Sie ist Namensgeberin der Samtgemeinde und auch auf dem Wappen zu finden, wo sie durch das blaue gewellte Band unterhalb des Baumes symbolisiert wird. Die Verwaltung der Samtgemeinde Geestequelle befindet sich in Oerel.

## Politik

### Samtgemeinderat
Der Samtgemeinderat Geestequelle besteht aus 18 Ratsfrauen und Ratsherren. Dies ist die festgelegte Anzahl für eine Gemeinde mit einer Einwohnerzahl zwischen 6.001 und 7.000 Einwohnern. Die Ratsmitglieder werden durch eine Kommunalwahl für jeweils fünf Jahre gewählt. Die aktuelle Amtszeit begann am 1. November 2021 und endet am 31. Oktober 2026.
Stimmberechtigt im Samtgemeinderat ist außerdem der hauptamtliche Samtgemeindebürgermeister Stephan Meyer.
Die letzten Samtgemeindewahlen ergaben folgende Sitzverteilungen:
| Partei/Liste                  | 2021 | 2016 |
| ----------------------------- | ---- | ---- |
| Bürgerliste Zukunft gestalten | 8    | –    |
| CDU                           | 6    | 7    |
| WFB SG Geestequelle           | 3    | 6    |
| Grüne                         | 1    | –    |
| SPD                           | –    | 5    |

### Samtgemeindebürgermeister
Hauptamtlicher Bürgermeister der Samtgemeinde Geestequelle ist der parteilose Einzelbewerber Stephan Meyer. Bei der letzten Bürgermeisterwahl am 11. September 2011 gewann Meyer die Wahl mit 54,0 % der Stimmen, sein ebenfalls parteiloser Gegenkandidat Ulf Busch erhielt 46,0 %. Die Wahlbeteiligung lag bei 70,0 %. Meyer trat sein Amt zum 1. November 2011 an.

### Wappen
| | Blasonierung: „In Silber (Weiß) über einem blauen Wellenbalken ein fünfblättriger grüner Eichenspross.“ |
| Wappenbegründung: Das 1974 verliehene Wappen erinnert mit seinem fünfblättrigen grünen Eichenspross an das Zusammenwachsen der fünf Mitgliedsgemeinden; gleichzeitig weist der Eichenspross auf eines der größten zusammenhängenden Waldgebiete, den Hinzel, im Elbe-Weser-Dreieck hin. Der blaue Wellenbalken symbolisiert die auf dem Gebiet der Samtgemeinde entspringenden Flüsse Lune und Geeste und steht somit auch redend für den Samtgemeindenamen. | |

## Verkehr
Die Samtgemeinde wird von der B 71 und der B 74 durchquert. In der Samtgemeinde befinden sich an der Bahnstrecke Bremerhaven–Buxtehude die Haltepunkte Hipstedt und Oerel.